# Giuseppe Mazzaglia
Giuseppe Mazzaglia (Catania, 1926 – 5 dicembre 2014) è stato uno scrittore italiano.

## Biografia
È nato a Catania nel 1926. Narratore e saggista, ha pubblicato una raccolta di racconti, La dama selvatica (Feltrinelli 1961), e i romanzi: Ricordo di Anna Paola Spadoni (Rizzoli 1969), La Pietra di Malantino (Rizzoli 1976) e Principi generali (Anabasi 1993). Nei suoi romanzi l'eros esasperato, che alimenta uno stile barocco che è insieme torbido e opulento, è metafora del destino inteso come necessità che afferra le persone e le obbliga a fare ciò che non vorrebbero. Benché abbia pubblicato solo quattro libri, ogni uscita è stata salutata dalla critica come un evento letterario. È stato paragonato al Carlo Emilio Gadda della Cognizione del dolore per quanto riguarda l'attenzione alla lingua e a Vitaliano Brancati (Paolo il caldo) per l'ossessione sessuale del protagonista. Mazzaglia, però, ha preso le distanze da entrambi i paragoni dichiarando che il suo italiano ha l'impronta siciliana senza avere il sostegno dei dialetti come avviene in Gadda e la figura della donna non ha la moralità e il sarcasmo di Brancati.
Il suo Ricordo di Anna Paola Spadoni è stato ripubblicato nel 2011 da Isbn Edizioni nella collana Novecento italiano, curata da Guido Davico Bonino e dedicata alle opere letterarie "dimenticate" del secolo scorso.
Nel 2011 Il Canneto editore di Genova ripubblica il romanzo Principi generali. È deceduto il 5 dicembre 2014 ed è sepolto nel Cimitero del Verano di Roma.

## Opere
- 1961 La dama selvatica, Feltrinelli
- 1969 Ricordo di Anna Paola Spadoni, Rizzoli, ripubblicato nel 2011 da Isbn Edizioni
- 1976 La pietra di Malantino, Rizzoli
- 1993 Principi generali, Anabasi, ripubblicato nel 2011 da Il Canneto editore di Genova

| Controllo di autorità | VIAF (EN) 48468638 · ISNI (EN) 0000 0000 4401 5854 · SBN RAVV030495 · LCCN (EN) n95008415 · BNF (FR) cb16548112w (data) |